# 紡紗

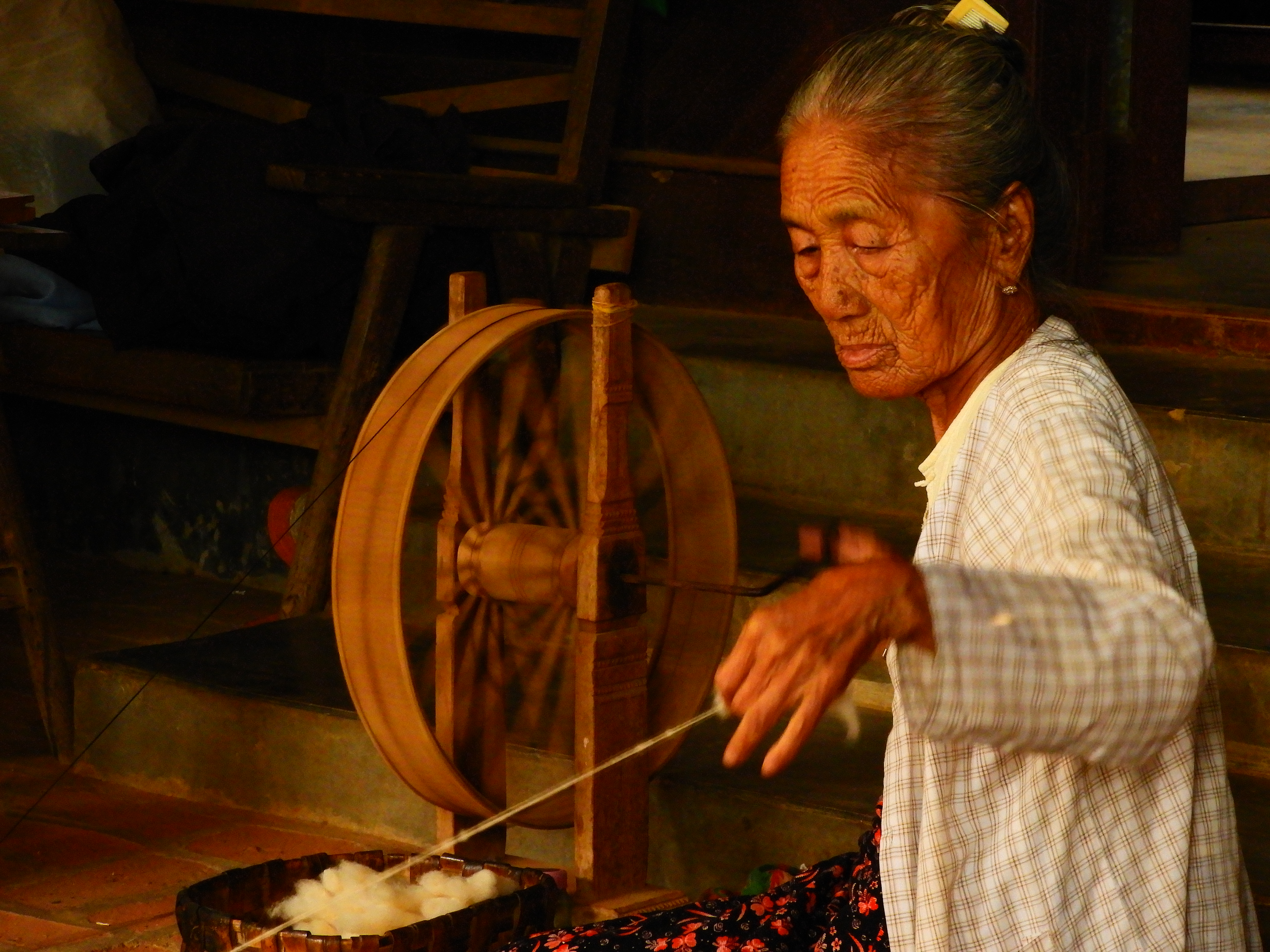
Traditional spinner in her family's house in Old Bagan, Myanmar (2019).

纺纱（英語：Spinning）是一种将纤维制成纱线的加捻技术。将纤维拉出、加捻并卷绕在线轴上。除了最受欢迎的棉花之外，其他几种常用的纺纱纤维包括粘胶纤维（最常见的人造丝）、动物纤维（如羊毛）和合成聚酯纤维。最初，纺纱是用纺锤轮手工完成的，从公元500年代开始，纺车成为亚洲和欧洲的主要纺纱工具。18世纪晚期发明的珍妮纺纱机和走锭纺纱机使机械纺纱比手工纺纱效率高得多，尤其是使棉花制造业成为工业革命中最重要的产业之一。

## 书目
- Collier, Ann M., , Pergamon Press: 258, 1970, ISBN 0-08-018057-4